# Жусансай
Жусансай (каз. Жусансай) — село в Ордабасинском районе Туркестанской области Казахстана. Входит в состав Шубарского сельского округа. Код КАТО — 514655400.

## Население
В 1999 году население села составляло 627 человек (334 мужчины и 293 женщины). По данным переписи 2009 года, в селе проживало 719 человек (361 мужчина и 358 женщин).